# جوناثان ماك
جوناثان ماك (بالألمانية: Jonathan Mack)‏ هو كاتب ألماني، ولد في 10 يناير 1984.